# Sanjay Singh
Sanjay Singh Chal (* 23. April 1994 in Miri) ist ein ehemaliger malaysischer Squashspieler.

## Karriere
Sanjay Singh spielte von 2012 bis 2018 auf der PSA World Tour. Seine höchste Platzierung in der Weltrangliste erreichte er mit Rang 110 im September 2015. Mit der malaysischen Nationalmannschaft nahm er 2013 an der Weltmeisterschaft teil. Außerdem stand er im malaysischen Kader bei den Weltmeisterschaften im Doppel und Mixed 2016, wo er jeweils im Doppel und Mixed in der Gruppenphase ausschied. Bei Südostasienspielen gewann er mehrere Medaillen: 2015 gewann er im Einzel und mit der Mannschaft Gold, 2017 folgte eine weitere Goldmedaille im Mixed mit Sivasangari Subramaniam.

## Erfolge
- Südostasienspiele: 3 × Gold (Einzel und Mannschaft 2015, Mixed 2017)